# 中科雷姆斯克時間
中科雷姆斯克時間（俄语：Среднеколымское время，简稱SRET）是俄羅斯的一個時區，以薩哈共和國中的中科雷姆斯克命名。中科雷姆斯克時間比UTC早11個小时（UTC+11），比莫斯科時間早8個小時（MSK+8)。俄羅斯於2014年10月26日改用新時制，加入中科雷姆斯克區時制，是為UTC+11。